# Hildegard Sourgens
Hildegard Sourgens (geb. 19. Februar 1948 als Hildegard Ganswindt in Oberhausen) ist eine deutsche Ärztin, Fachärztin für Pharmakologie und Toxikologie/Fachärztin für Klinische Pharmakologie.

## Leben
Hildegard Sourgens studierte ab 1966 in Münster und später in Montpellier Humanmedizin. Ab 1968 wurde sie in die Studienstiftung des Deutschen Volkes aufgenommen. Die ärztliche Approbation erhielt sie 1975, die Promotion erfolgte 1977. 1987 wurde sie zur Professorin für Pharmakologie und Toxikologie an der Universität Münster ernannt. Von 1989 bis 1995 war sie Direktorin des Forschungsinstituts für Klinische Pharmakologie der Firma SmithKlineBeecham in Neuss. 1989 erhielt Sourgens die Anerkennung als Fachärztin für Pharmakologie und Toxikologie und 1990 für Klinische Pharmakologie. 
Ihre Arbeitsschwerpunkte sind die frühe Phase der Arzneimittelentwicklung, sowie Endokrinologie, Entwicklungspharmakologie und toxikologische Bewertung von Chemikalien. Seit 1996 arbeitet sie als unabhängige Gutachterin und Beraterin für die Pharmaindustrie. Sie ist Autorin zahlreicher wissenschaftlicher Veröffentlichungen und hält viele Fachvorträge. Von 2014 bis 2016 war sie Präsidentin der Arbeitsgemeinschaft für Angewandte Humanpharmakologie (AGAH) und von 2017 bis 2019 Präsidentin der European Federation for Exploratory Medicines Development (EUFEMED).
Hildegard Sourgens ist privat der Alten Musik zugewandt. Sie ist zudem mit ihrem Ehemann Peter Neubäcker Mitgesellschafterin und -gründerin der Firma Celemony Software GmbH, welche das preisgekrönte Programm Melodyne entwickelte. Bei Celemony ist sie als Beraterin tätig.
Hildegard Sourgens lebt in München.

## Veröffentlichungen (Auswahl)
- T. Hardman, H. Caplain, S. Rotterey, D. Douglas, S. Stringer und H. Sourgens: European Federation for Exploratory Medicines Development Lyon Conference 2019 in The Changing Landscape of Early Medicines Development—Be Prepared. Front. Pharmacol. 10:1377. doi:10.3389/fphar.2019.01377.
- K. Breithaupt-Groegler, T. Hardman, J. De Hoon, Y. Donazzolo, S. Rotterey, H. Sourgens und S. Stringer: The New First-in-Human EMA Guideline: Disruptive or Constructive? Outcomes From the First EUFEMED Discussion Forum. Front Pharmacol. 2019 Apr 24;10:398. doi:10.3389/fphar.2019.00398.
- H. Sourgens, M. A. Bertola, J. S. C. Verschoor, M. Kuipers und B. Rayer: Amoxicillin/clavulanic acid (875/125): bioequivalence of a novel Solutab (R) tablet and rationale for a twice-daily dosing regimen. International Journal of Clinical Pharmacology and Therapeutics, 2004, Vol. 42, No. 2, 165–173.
- H. Sourgens, J. Schmidt, H. Derendorf: Comparison of talinolol and atenolol effects on blood pressure in relation to lipid and glucose metabolic parameters. Results from the TALIP study. Int. J. Clin. Pharmacol. 2003, Ther. 41, 22-9.
- H. Sourgens: Drug Interactions: Gefährdung der Substitution. In: Christian Jellinek / Bernd Westermann / Gabriele U. Bellmann (Hrsg.) Beigebrauch – Offene Grenzen der Substitution. Beltz, Weinheim 2000, ISBN 3892719306.
- H. Sourgens: Überlegungen zur Ars medica am Beispiel neuer Entwicklungen in der klinischen Pharmakologie. In: Peter Kröner et al.: ars medica – die verlorene Einheit der Medizin. Fischer, Stuttgart 1994, ISBN 9783437116018, S. 211–224.

## Vorträge (Auswahl)
- Solved problems and unsolved challenges in applied human pharmacology. AGAH Annual Meeting, Hamburg, Februar 2010, S. 21–23.
- Clinical development programmes for biosimilars. Plenary lecture, AGAH Annual Meeting Weimar, 18 und 19, April 2008.
- Schwangerschaft im Rahmen klinischer Studien, eine medizinische Indikation zum Schwangerschaftsabbruch? Herbsttagung der AGAH, Göttingen 1994.